# Evander Holyfield
Evander Holyfield (født 19. oktober 1962 i Atmore, Alabama, USA) er en amerikansk bokser, der gennem sin karriere har været verdensmester i både cruiservægt- og sværvægtsklassen. Holyfield er måske mest kendt for skandalekampen mod landsmanden Mike Tyson 28. juni 1997. Holyfield var overlegen, og en frustreret Tyson skabte skandale, da han i to tilfælde bed Holyfield i øret, i andet tilfælde endda så meget at et stykke af øret røg af.

## Resultater
Holyfield nåede gennem sin professionelle karriere at bokse 53 kampe, hvoraf han vandt de 42, heraf 27 på knock out. Ti gange måtte han forlade ringen som taber mens 2 kampe blev dømt uafgjort. Efter han har slået Williams og Brian Nielsen har han nu en mulighed for at bokse i mod en af Klitchsko brødrene.. Inden sin professionelle karriere nåede Holyfield som amatør at repræsentere USA ved OL 1984 i Los Angelses, hvor han vandt bronze.